# Aeschynanthus magnificus
Aeschynanthus magnificus är en tvåhjärtbladig växtart som beskrevs av Otto Stapf. Aeschynanthus magnificus ingår i släktet Aeschynanthus och familjen Gesneriaceae. Inga underarter finns listade i Catalogue of Life.